# Riccardo De Magistris
Riccardo De Magistris (Firenze, 2 giugno 1954) è un ex pallanuotista italiano, vincitore di una medaglia d'argento alle olimpiadi di Montréal 1976 e di una medaglia di bronzo agli Europei di Jönköping nel 1977. Ha giocato con le Fiamme Oro e con la Rari Nantes Florentia, con la quale vince lo scudetto nel 1975 e nel 1979 e la Coppa Italia nel 1976.
In seguito si è dedicato alla vela, dove ha ottenuto la vittoria di quattro titoli mondiali e di un campionato italiano.